# Monotrope uniflore
Monotropa uniflora
Espèce
Classification APG III (2009)
Le Monotrope uniflore (Monotropa uniflora) est une espèce de plantes à fleurs de la famille des Éricacées. Au Québec, on la surnomme pipe indienne.

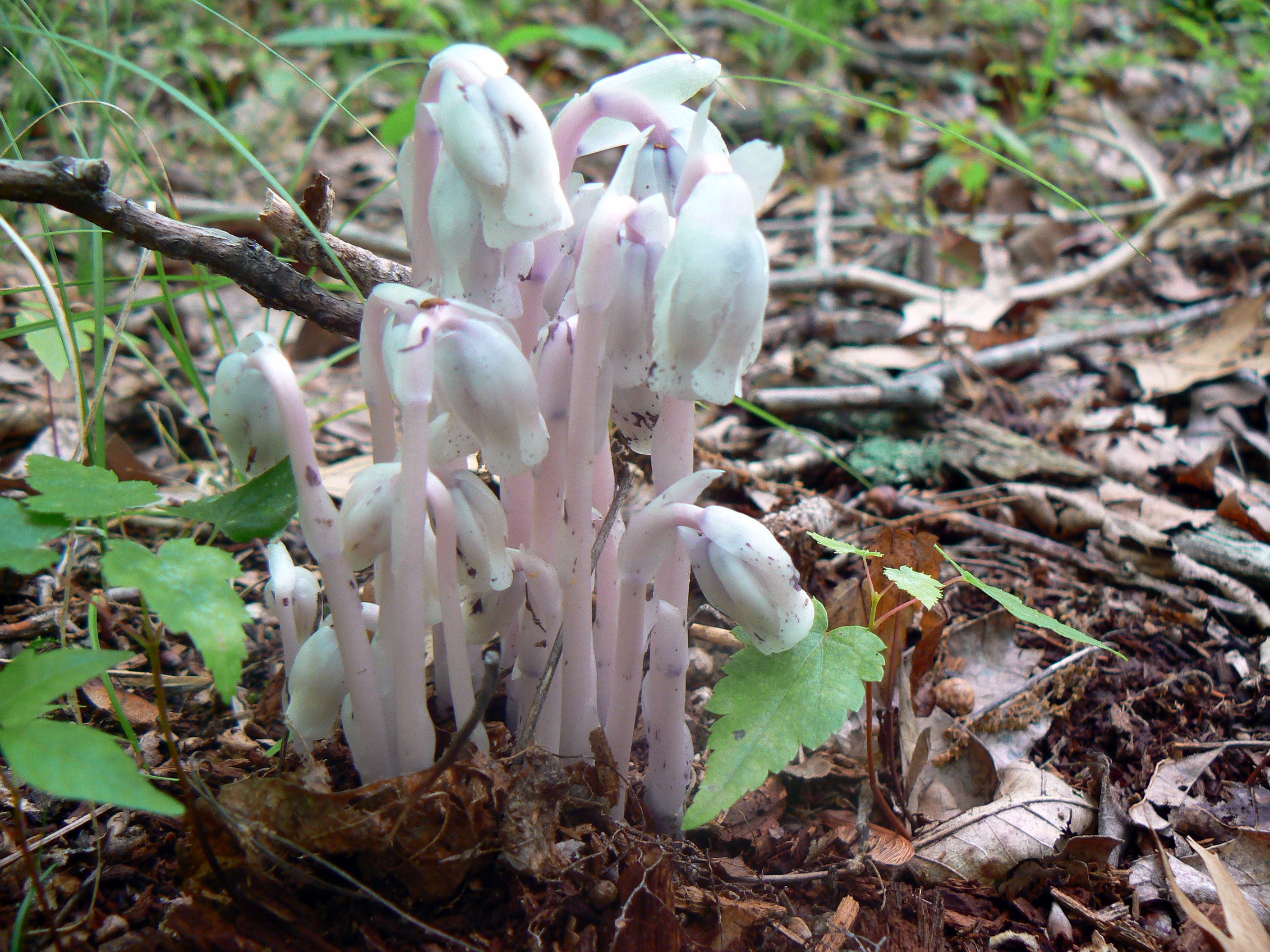
Groupe de Monotropa uniflora.

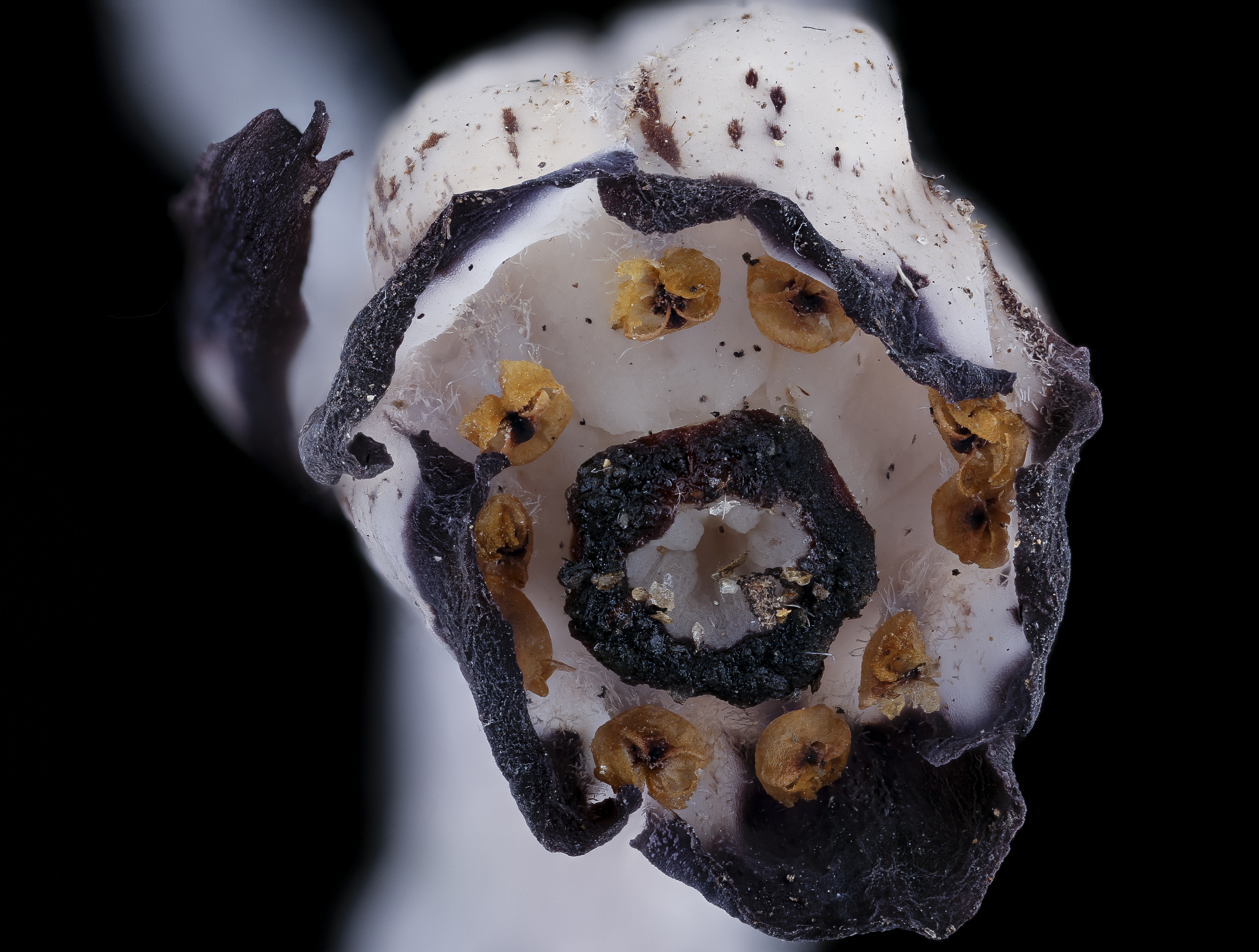
Fleur de Monotropa uniflora.

C'est une plante herbacée parasite. Contrairement à la plupart des plantes, elle est blanche et ne contient pas de chlorophylle. Au lieu de produire son énergie par la photosynthèse, elle vit en parasite. Plus précisément, elle parasite la relation symbiotique mutualiste entre une mycorhize et son hôte, un conifère. Les sucres sont produits par le conifère qui les partage avec le champignon pour obtenir certains minéraux. De son côté, le monotrope parvient à obtenir ces sucres du champignon. Par conséquent, (dans un cas simplifié) si l'arbre meurt le monotrope succombe aussi, car il parasite indirectement un arbre.
Les relations complexes qui permettent la croissance de cette plante rendent difficile sa propagation. Comme elle ne dépend pas du rayonnement solaire, elle peut croître dans des environnements très sombres, là où des plantes photosynthétiques seraient incapables de pousser.

## Caractéristiques
Toutes les parties de la plante sont d'un blanc pur. La tige, qui peut atteindre de 10 à 30 cm de haut, est revêtue de feuilles réduites à de petites écailles de 5 à 10 mm de long. Comme le suggère son nom scientifique, et au contraire du monotrope du pin (Monotropa hypopitys), la tige ne porte qu'une seule fleur de 10 à 15 mm  de long avec 3 à 8 pétales. La floraison est estivale. Le fruit est une capsule dressée. La plante se lignifie après la floraison ce qui fait qu'elle est observable sous sa forme séchée à l'automne.

## Écologie
On trouve le monotrope uniflore dans les forêts de conifères en Amérique du Nord. Sa présence est généralisée au Nouveau-Brunswick et dans le Sud du Québec. On le trouve également en Asie: au Japon, en Corée et dans l'Himalaya,.

## La mycohétérotrophie et ses contraintes

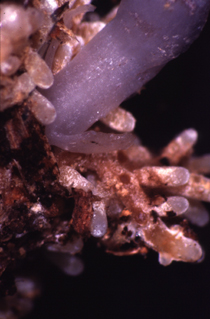
Racines symbiotiques de Monotropa uniflora.

Tous les mycohétérotrophes non photosynthétiques sont les descendants d’ancêtres photosynthétiques,,,. Ils sont maintenant libérés de certaines contraintes qu’ont les plantes photosynthétiques, par exemple des structures végétatives complexes et de la machinerie photosynthétique coûteuse en énergie. Toutefois, ce mode d'acquisition du carbone implique plusieurs autres contraintes. En effet, une association obligatoire avec des champignons et un habitat spécialisé nécessaire à la survie et à la propagation de ces espèces,,, ont contribué à leur rareté.
Nous croyions, avant que des études soient réalisées sur ce sujet, que le monotrope uniflore serait désavantagé par une relation avec un pollinisateur spécialiste, c’est-à-dire avec un insecte qui a co-évolué avec le monotrope uniflore et qui est presque exclusif à cette espèce végétale pour la pollinisation. En effet, le monotrope étant déjà limité par la relation symbiotique obligatoire qu’il entretient avec des mycorhizes, nous pensions que ce serait une stratégie évolutivement instable que de se munir d’autres relations spécialistes. Nous pensions également qu’il serait avantageux de faire de l’autofécondation (gamète femelle d’une fleur fécondé par un gamète mâle provenant du même individu) lorsque nécessaire afin d’assurer sa reproduction. Ces deux hypothèses ont été rejetées.

## Stratégies de reproduction
Les principales espèces d’insectes visitant les fleurs du monotrope uniflore se regroupent dans le genre Bombus et dans les familles Syrphidae et Halictidae. La plupart des insectes consomment le nectar offert par la plante et seulement quelques espèces servent de vecteurs pour le pollen en touchant les organes sexuels mâles et femelles de fleurs produites par différents individus de la même espèce. Les visiteurs avec de courtes pièces buccales (famille des Syrphidae) recherchent de la nourriture sur les exsudats collants du stigmate. Ils ne sont donc ni des consommateurs de nectar, ni des pollinisateurs.
Des populations de monotrope uniflore observées dans l’Est des États-Unis ont montré que les insectes du genre Bombus sont les visiteurs floraux les plus abondants à cet endroit. Ils récoltent à la fois du nectar et du pollen. En effet, ils ont un effet de vibration lorsqu’ils volent, ce qui permet aux sacs polliniques présents sur les anthères des fleurs de relâcher les grains de pollen qu’ils contiennent. Ces insectes sont donc les principaux vecteurs assurant le transport du pollen d’un monotrope uniflore à l’autre.
Ces mêmes populations de monotrope uniflore ont démontré une compatibilité avec l’autofécondation dans 20 % des cas. Comme cette espèce a une dispersion très limitée par les relations obligatoires et spécialistes qu’elle entretient, c’est un taux inférieur à ce qu’on a pu prédire. De plus, on retrouve de l’herkogamie dans l’organisation de ses pièces florales; l’extrémité du stigmate est supérieure aux anthères, ce qui réduit les possibilités d’autofécondation. Cependant, aucun signe de dichogamie n’a été observé dans ces populations; les organes sexuels mâles et femelles sont matures au même moment, ce qui permet quelques événements d’autofécondation. De plus, les individus à l’intérieur d’une population ne démontrent pas un effort de reproduction constant au fil des années. À chaque année, certains individus produisent beaucoup de tiges portant une fleur. Cette grande production est généralement suivie par une ou plusieurs années de dormance pour ces mêmes individus. De plus, l’effort de reproduction peut être affecté par les fluctuations climatiques (niveau d’humidité et température). Si ces conditions ne sont pas optimales pour cette espèce, l’effort de reproduction sera réduit ainsi que la fécondité des fleurs, il y aura donc beaucoup moins de fruits matures produits.

## Morphologie de la graine

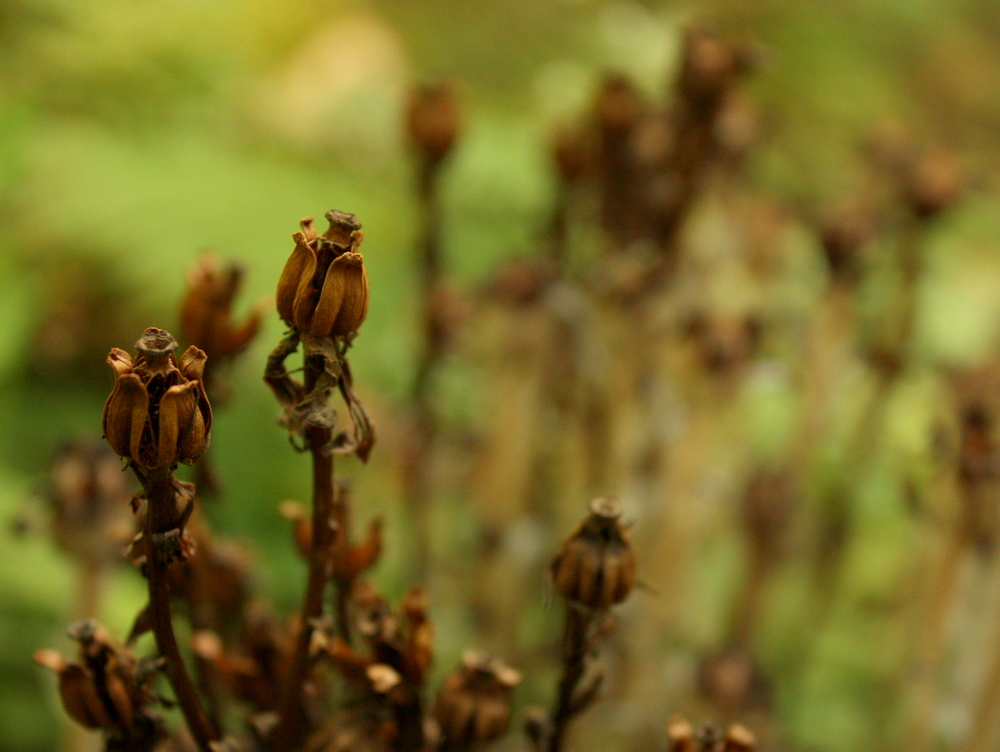
Fruits secs de Monotropa uniflora.

Les graines matures du monotrope uniflore ont entre 0,6 et 0,8 mm de longueur et 0,12 et 0,15 mm de largeur. À chaque extrémité d’une graine, on retrouve une structure tégumentaire en forme de petites ailes. Les graines contiennent une quantité de réserves alimentaires limitée et leur embryon a une différenciation tardive.

## Herbivorie
L’observation de populations de monotrope uniflore dans l’Est des États-Unis a également montré que le monotrope uniflore produit un petit nombre de fruits matures par plante lorsqu’on le compare avec les autres taxons de plantes mycohétérotrophes. De plus, il perd un fort ratio de fleurs et de fruits par herbivorie. En effet, cette espèce est très susceptible à la prédation de graines une fois les fleurs fécondées. Lorsque les tissus viables commencent à se déshydrater, on retrouve régulièrement des larves de lépidoptères se nourrissant des graines presque matures.

## Interaction spécialiste avec certaines espèces de mycorhizes
Tous les mycorhizes parasités par le monotrope uniflore font partie de la famille Russulaceae. La plupart de ces mycorhizes sont de genre Russula et quelques-uns sont de genre Lactarius. Chaque plant est habituellement colonisé par une seule espèce de mycorhize.
Les plantules de monotrope uniflore se développent mieux lorsqu’elles forment une association avec la même espèce de mycorhize que la plante mère. Par conséquent, il a été suggéré que les signaux déclenchant la germination de la graine sont héritables.